# Sandra van Nieuwland

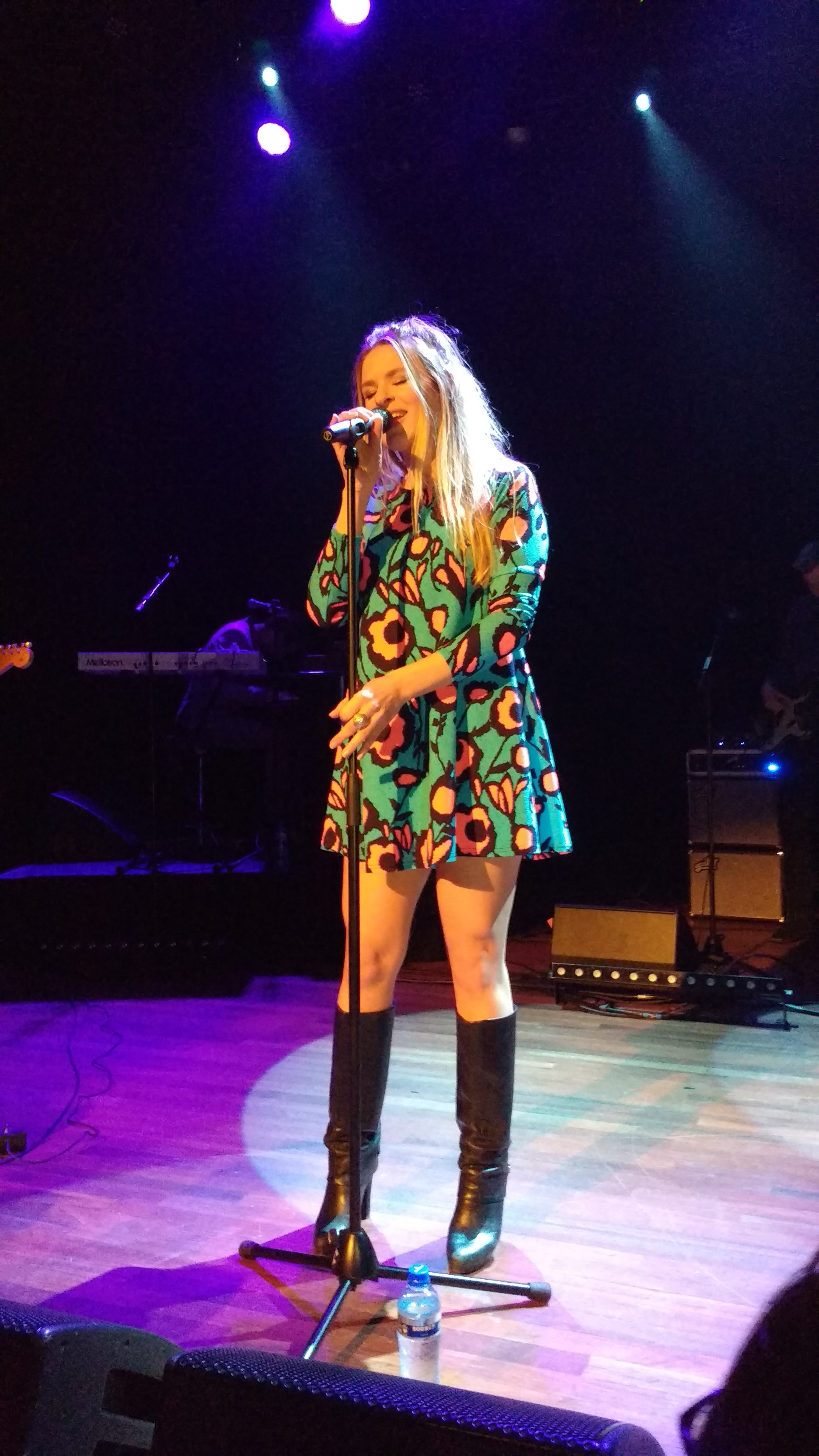
Sandra van Nieuwland tijdens een optreden in 2016

Sandra van Nieuwland (Dordrecht, 16 februari 1977), is een Nederlandse zangeres. Ze verkreeg nationale bekendheid door haar deelname aan het derde seizoen van het televisieprogramma The voice of Holland in 2012. In 2012 kwam Van Nieuwlands eerste album And More uit. In november 2013 verscheen haar tweede album Banging on the Doors of Love.

## Carrière
In 2005 studeerde ze af in de muziekwetenschappen aan de Rijksuniversiteit Groningen. Van Nieuwland zong in verschillende bands. Dit waren vooral top-100 coverbands en jazzcollectieven. Haar vaste band werd de pop-/jazzcombo Applethree. In 2011 kwam Van Nieuwland solo tot de kwartfinale van de Grote Prijs van Nederland. Ze bracht begin 2012 als Sandra Newland haar eerste single Love revives your heart uit. In mei 2012 won Van Nieuwland het Haarlems zangfestival.

### 2012: The voice of Holland en records
Van Nieuwland deed in de zomer een geslaagde auditie voor het derde seizoen van The voice of Holland. Met haar versie van More, die ze tijdens deze auditie ten gehore bracht, behaalde ze dubbel platina.
Op 23 november 2012 stond Van Nieuwland met More en Keep your head up op nummer 1 en 2 van de Single Top 100. Nog nooit eerder wist een Nederlandse artiest de twee bovenste posities tegelijk te bemachtigen. Een week later overtrof ze haar eigen record, door met Beggin' op de eerste positie binnen te komen en haar andere twee nummers op de tweede en derde positie in de lijst te hebben. Een week later kwam ook haar vierde nummer New age binnen op de eerste plek en wist ze meer nummer één hits te behalen dan Ben Saunders.
In december 2012 had Van Nieuwland als eerste Nederlandse artiest drie singles tegelijk in de top 10 van de Nederlandse Top 40 te staan: Keep your head up op 1, Beggin' op 4 en More op 9. Alleen The Beatles en Bruce Springsteen lukte het ook om ooit met drie singles tegelijk in de top 10 te staan. Op 7 december 2012 werd Van Nieuwland in The voice of Holland in de halve finale uitgeschakeld, toen teamgenote Leona Philippo de voorkeur kreeg van haar coach, Trijntje Oosterhuis.
Voor haar single More kreeg Van Nieuwland dubbelplatina, voor Keep Your Head Up platina en voor Beggin' en New Age goud. Op 14 december 2012 werd Venus als eerste officiële single uitgebracht.

### 2012-2013:And More
Op 20 december 2012 verscheen het album And More digitaal. Binnen 24 uur stond het album op de eerste positie in de iTunes Album Charts en stond Van Nieuwland met 18 singles in de iTunes Top 200, waarvan 17 in de Top 100. Dit waren zowel eerder uitgebrachte The Voice of Holland-nummers als nieuwe nummers die op het album zijn verschenen. Op 21 december kwam de eerste officiële single Sing It Back, een cover van Moloko, binnen op de eerste plaats in de Single Top 100. Een week later kwam het album binnen op nummer 1 in de Album Top 100.
In de eerste twee weken van 2013 stond Van Nieuwland met vijf hits tegelijkertijd in de Nederlandse Top 40. Tot op heden heeft geen enkele andere artiest dat kunnen presteren.
Mede georganiseerd door Sky Radio was er op 14 februari 2013 in Paradiso een speciaal valentijnsconcert ter ere van Van Nieuwland. Het was voor haar een van de eerste avondvullende optredens met band. Het concert was binnen een dag uitverkocht.
Van Nieuwland was op 8 maart 2013 te gast bij Giel Beelen op radiozender 3FM in zijn ochtendprogramma GIEL en deed daar een akoestische versie van Year of summer, oorspronkelijk van Niels Geusebroek. Ze deed eveneens het nummer Sing it back en haar eigen nummer Love you less.
Speciaal voor de War Child-actie van Radio 538 maakte Van Nieuwland samen met de band Kensington op 26 maart 2013 een rockversie van de hit Keep your head up waarvan Van Nieuwland, eveneens als Kensington, al een eigen versie had uitgebracht. Ze maakte ook een rockversie van het nummer Another love van Tom Odell.
In maart en april 2013 ging Van Nieuwland ter promotie van haar album And More op tournee.

### 2013-2015:Banging on the Doors of Love
Op 3 augustus werd haar eerste officiële single uitgebracht, getiteld Hunter. De single werd Alarmschijf bij Radio 538 en behaalde de tweede plek in de iTunes-hitlijst. In de iTunes Top 100 van Letland behaalde het nummers eveneens een top 10-notering. De officiële videoclip verscheen op 10 augustus. Het was de eerste single van haar tweede album Banging on the Doors of Love. Het album verscheen op 22 november.
De tweede officiële single, genaamd Always alone, verscheen op 8 november.
Samen met Simon Keizer heeft van Nieuwland een nummer opgenomen met de titel Christmas in our hearts. Dit duet is geschreven door Van Nieuwland, Simon Keizer en Jaap Kwakman en verscheen op de kerst-cd die is uitgebracht van Nick & Simon genaamd Christmas with.. Nick & Simon.
In de eerste maanden van 2014 ging Van Nieuwland met haar eerste theatertournee verschillende Nederlandse theaters langs. In oktober en november van dat jaar volgde een reprise. Het album Banging on the Doors of Love werd onderscheiden met een gouden plaat en een Edison in de categorie Pop. Andere genomineerden waren o.a. Anouk en Niels Geusebroek.

### 2015-2017:Breaking new ground
In 2015 deed Van Nieuwland mee aan Expeditie Robinson. Ook verscheen op 27 november haar derde studioalbum Breaking new ground, met daarop de single Truth die op 16 oktober 2015 was uitgebracht. Begin 2016 wordt dit album gepresenteerd met een theatertour.
Van Nieuwland zong de titelsong voor de Nederlandse speelfilm Fataal die in 2016 verscheen.
Het nummer Stop the clocks van Van Nieuwland werd in 2016 gebruikt in een aflevering van de Amerikaanse televisieserie Lethal Weapon, wat een remake is van de populaire film.
Ook verzorgde Van Nieuwland in het najaar van 2016 het voorprogramma van de Britse muzikant Bryan Ferry in een uitverkochte concertenreeks door Nederland, België en Luxemburg.

### 2018:Human Alien
In september 2018 komt het album Human Alien uit, en begint een theatertour door de Benelux.

## Privéleven
Sandra van Nieuwland heeft drie zoons uit een relatie die in 2011 beëindigd werd.

## Discografie

### Albums
| Album met eventuele hitnotering(en) in de Nederlandse Album Top 100 | Datum van verschijnen | Datum van binnenkomst | Hoogste positie | Aantal weken | Opmerkingen |
| ------------------------------------------------------------------- | --------------------- | --------------------- | --------------- | ------------ | ----------- |
| And More                                                            | 20-12-2012            | 29-12-2012            | 1(7wk)          | 61           | Platina     |
| Banging on the Doors of Love                                        | 22-11-2013            | 30-11-2013            | 6               | 20           | Goud        |
| Breaking new ground                                                 | 27-11-2015            | 05-12-2015            | 29              | 3            |             |
| Human Alien                                                         | 21-09-2018            | 29-09-2018            | 86              | 1            |             |
| Wonderland                                                          | 04-03-2022            | -                     | -               | -            |             |

### Singles
| Single met eventuele hitnotering(en) in de Nederlandse Top 40 | Datum van verschijnen | Datum van binnenkomst | Hoogste positie | Aantal weken | Opmerkingen                               |
| ------------------------------------------------------------- | --------------------- | --------------------- | --------------- | ------------ | ----------------------------------------- |
| More                                                          | 24-08-2012            | 08-09-2012            | 3               | 22           | Nr. 1 in de Single Top 100 / 2x Platina   |
| Keep your head up                                             | 16-11-2012            | 24-11-2012            | 1(2wk)          | 10           | Nr. 1 in de Single Top 100 / Platina      |
| Beggin'                                                       | 23-11-2012            | 01-12-2012            | 4               | 6            | Nr. 1 in de Single Top 100 / Goud         |
| New age                                                       | 30-11-2012            | 22-12-2012            | 24              | 4            | Nr. 1 in de Single Top 100 / Goud         |
| Venus                                                         | 14-12-2012            | 05-01-2013            | 25              | 3            | Nr. 1 in de Single Top 100 / Alarmschijf  |
| Hunter                                                        | 03-08-2013            | 17-08-2013            | 13              | 8            | Nr. 14 in de Single Top 100 / Alarmschijf |
| Always alone                                                  | 08-11-2013            | 23-11-2013            | tip2            | -            | Nr. 61 in de Single Top 100               |
| Banging on the doors of love                                  | 07-03-2014            | 05-04-2014            | tip16           | -            | -                                         |
| Truth                                                         | 16-10-2015            | 24-10-2015            | tip10           | -            | -                                         |
| Breaking new ground                                           | 08-06-2016            | -                     | -               | -            | -                                         |
| Stop the clocks                                               | 11-11-2016            | -                     | -               | -            | -                                         |
| Human Alien                                                   | 2018                  | -                     | -               | -            | -                                         |
| Hum Of Multitudes                                             | 2018                  | -                     | -               | -            | -                                         |
| One Of You                                                    | 2018                  | -                     | -               | -            | -                                         |
| Thirsty Dolphin's                                             | 2019                  | -                     | -               | -            | -                                         |

### NPO Radio 2 Top 2000
Van Sandra van Nieuwland stond alleen Keep Your Head up in 2013 in de NPO Radio 2 Top 2000, op plek 1416.
- International Standard Name Identifier: 0000 0004 0750 9619
- MusicBrainz: c38287be-06f8-43eb-b6be-d599014429ac